# Saldanhabaai (gemeente)
Saldanhabaai (officieel Saldanhabaai Plaaslike Munisipaliteit; Engels: Saldanha Bay Local Municipality) is een gemeente in het Zuid-Afrikaanse district Weskus, genoemd naar de Saldanhabaai aan de Atlantische kust.
Saldanhabaai ligt in de provincie West-Kaap en telt 100.000 inwoners.

## Hoofdplaatsen
Saldanhabaai is op zijn beurt verdeeld in acht hoofdplaatsen (Afrikaans: nedersettings) en de hoofdstad van de gemeente is Vredenburg. 
- Brittaniabaai
- Hopefield
- Jacobsbaai
- Langebaan
- Paternoster
- Saldanha
- St. Helenabaai
- Vredenburg